# Hugo Moser
Hugo Hiram Moser (Buenos Aires, 14 de abril de 1926 - Buenos Aires, 16 de diciembre de 2003) fue un director de cine, productor y guionista argentino. Entre otros programas, produjo Matrimonios y algo más, El precio del poder y La Familia Falcón.
Falleció el 16 de diciembre de 2003, a los 77 años, después de una larga enfermedad.

## Filmografía

### Como director
- Encuentros muy cercanos con señoras de cualquier tipo (1978)
- Mi mujer no es mi señora (1978)
- Fotógrafo de señoras (1978)
- El gordo catástrofe (1977)
- Basta de mujeres (1977)
- La flor de la mafia (1974)
- ¡Quiero besarlo señor! (1973)
- Estoy hecho un demonio (1972)

### Como guionista
- Los hijos de López (1980)
- Encuentros muy cercanos con señoras de cualquier tipo (1978)
- Mi mujer no es mi señora (1978)
- Fotógrafo de señoras (1978) (también conocida como Catrasca, reportero gráfico)
- El Gordo catástrofe (1977)
- La flor de la mafia (1974)
- ¡Quiero besarlo señor! (1973)
- Estoy hecho un demonio (1972)
- Convención de vagabundos (1965)
- La Familia Falcón (1963)
- Libertad bajo palabra (1961)
- Rebelde con causa (1961)
- Vacaciones en la Argentina (1960)
- Chafalonías (1960) (adaptación y guion)
- Salitre (1959)
- Los dioses ajenos (1958)
- Un centavo de mujer (1958)
- Fantoche (1957)
- Novia para dos (1956)
- El hombre virgen (1956)

### Como productor
- El novicio rebelde (1968) (productor asociado)

### Como actor
- Vacaciones en la Argentina

## Televisión
- El precio del poder (1992-1993 y 2002) Serie
- Trucholandia (1996) Serie
- Por siempre mujercitas (1995) Serie  (episodios 1-27)
- Flavia, corazón de tiza  (1992) Serie
- Detective de señoras (1991) Serie
- Historia de un trepador (1984) Serie
- Mancinelli y familia (1980) Serie
- (Los hermanos Torterolo) (1980) Serie
- Somos nosotros (1979) Serie
- Los hijos de López (1979) Serie
- Matrimonios y algo más (1968-1972, 1981-1996 y 2001) Serie
- La Familia Carreras (1970) Serie
- J.C. Buenos Aires-Roma-Paris (1964) Serie
- Mis hijos y yo (1964) Serie
- Ellos dos y alguien más (1962)
- La Familia Falcón (1962) Serie
- Los trabajos de Marrone (1960) Serie
- Amor en si bemol (1959) Serie

### Como director de televisión
- El precio del poder (1992-1994 y 2002) Serie
- J.C. Buenos Aires-Roma-París (1964) Serie

### Como productor
- Historia de un trepador (1984) Serie